# Орден Вольных садовников

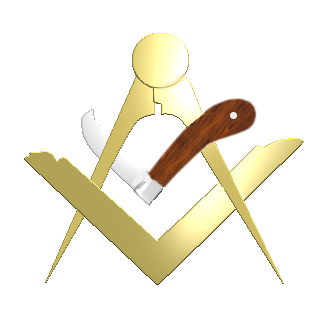
Эмблема Ордена Вольных садовников

Орден Вольных садовников (англ. Order of Free Gardeners) — это парамасонское общество, которое было основано в Шотландии в середине XVII века, а затем распространилось на Англию и Ирландию. Как и многие другие подобные общества того времени, его основной целью было делиться секретными знаниями, связанными с профессией и взаимопомощью. В XIX веке его деятельность по взаимному страхованию стала преобладающей. К концу XX века орден почти полностью исчез.
В 1849 году в Пеникуике образовался «Древний орден вольных садовников Шотландии». В 1956 году из-за падения посещаемости в Шотландии, капитул великой ложи был перенесён в Кейптаун, ЮАР. В сентябре 2005 года Древний орден вольных садовников вернулся в Шотландию, когда ложа «Графиня Элгина» № 105 получили свой устав на встрече в Дайсарте. В 2006 году из Кейптауна в Шотландию вернулась Великая ложа вольных садовников Шотландии.
Хотя вольные садовники всегда оставались независимыми от масонства, история и организация двух орденов показывают многочисленные сходства. Некоторые комментаторы указывали на возможные взаимные влияния в древней истории двух организаций.

## История

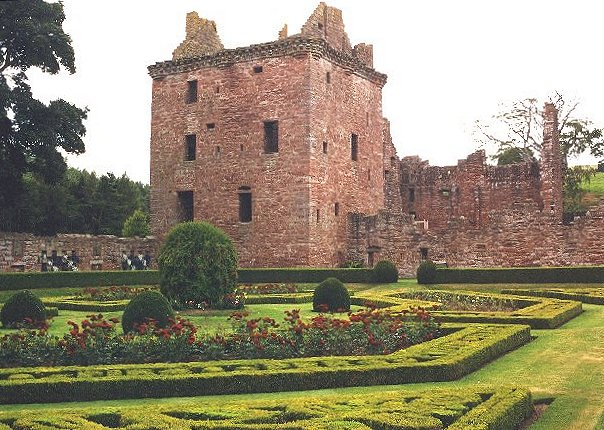
Окружённый стеной сад замка Эдзел. Датируется 1604 годом.

В 17 веке в Шотландии происходили гражданские беспорядки из-за чего периодически начинался голод. Богатые землевладельцы интересовались архитектурой эпохи Возрождения и дизайном строгих садов, для своих обширных владений. Первые члены хаддингтонской ложи по профессии были не садоводами, а мелкими землевладельцами и фермерами, которые занимались садоводством ради удовольствия. Не занимаясь городской профессией, они не могли получить статус инкорпорации (по аналогии с гильдией в Англии) и смоделировали свою организацию по масонскому образцу, которая имела организацию дополнительную и независимую от их инкорпорации в виде ложи.
Эта организация, созданная в Хаддингтоне, может рассматриваться как примитивная форма профсоюза, который организовывал сотрудничество между членами, обеспечивал практическое обучение, этическое развитие и поддерживал бедных, вдов и сирот. Ложи садовников были также первыми, кто организовывал цветочные выставки с 1772 года.
Около 1715 года в Данфермлине была основана ложа, похожая на хаддингтонскую, при поддержке двух членов местной аристократии, графа Морея и маркиза Твиддейла. Эта ложа приняла много членов, кто не был садовниками. Она создала благотворительное общество, которое принесло пользу вдовам, сиротам и беднякам ложи, спонсировало скачки и организовало ежегодную садоводческую ярмарку, постепенно превращаясь в общество взаимопомощи. Ложа насчитывала около 212 членов.
Ложи Хаддингтона и Данфермлина значительно расширили свою зону пополнения новыми членами не создавая при этом новых лож. Только в 1796 году были созданы три новые ложи: в Арброате, Ботвелле и Камбнатане.
В течение 18 века, в Шотландии, было создано около 20 других лож, и 6 ноября 1849 года они организовали собрание с целью создания великой ложи. Затем учреждения новых лож ускорились, и в 1859 году в Эдинбурге великая ложа собрала представителей из более чем 100 лож, в том числе трёх, основанных в США.
На пике движения насчитывалось более 10 000 вольных садовников.
Воодушевленные этим успехом, конкурирующие садоводческие общества появились в 19 веке. В отличие от вольных садовников, у них не было благотворительной роли, взаимопомощи или ритуалов, и они принимали мужчин и женщин, которые только платили свои взносы.

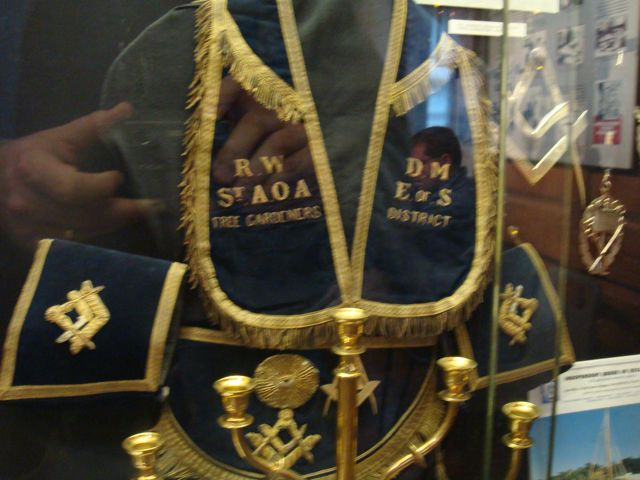
Регалии вольных садовников на экспозиции в Эдинбурге.

В 20-м веке две мировые войны отняли у общества большое количество членов. Экономический кризис 1929 года ослабил их благотворительность. Законы о социальной защите ослабили привлекательность взаимопомощи, а «Закон о государственном страховании» 1946 года, окончательно девальвировал их цели. Ещё до Второй мировой войны число погибших превышало количество посвящённых в ложи. В 1939 году хаддингтонская ложа прервала свои собрания до 1952 года, когда её 8 последних членов тщетно пытались перезапустить работу в ней. Несмотря на набор новых членов, ложа Хаддингтона объявила о своём роспуске 22 февраля 1953 года. Ложа Данфермлина просуществовала до середины 1980-х годов.
Исчезновение лож стали частью более широких социальных изменений. В 1950 году в Великобритании насчитывалось около 30 000 дружественных обществ, а в 2000 году их осталось менее 150. В 2000 году исследование Р. Купера насчитывало не более одной ложи (в Бристоле) для Великобритании, но упоминалось о выживании Ордена Вольных садовников на Антильских островах (Карибский британский Орден вольных садовников) и в Австралии. В 2002 году в Шотландии было создано общество охраны природы с целью изучения и сохранения традиций этого ордена, а некоторые ложи даже были возрождены.
По состоянию на 2013 год Объединённый великий орден вольных садовников до сих пор действует из масонского центра Восточного Кью в Виктории, Австралия. Он собирается ежемесячно под эгидой Викторианской великой ложи № 1 и является единственной известной ложей, действующей в южном полушарии.

## Ритуал

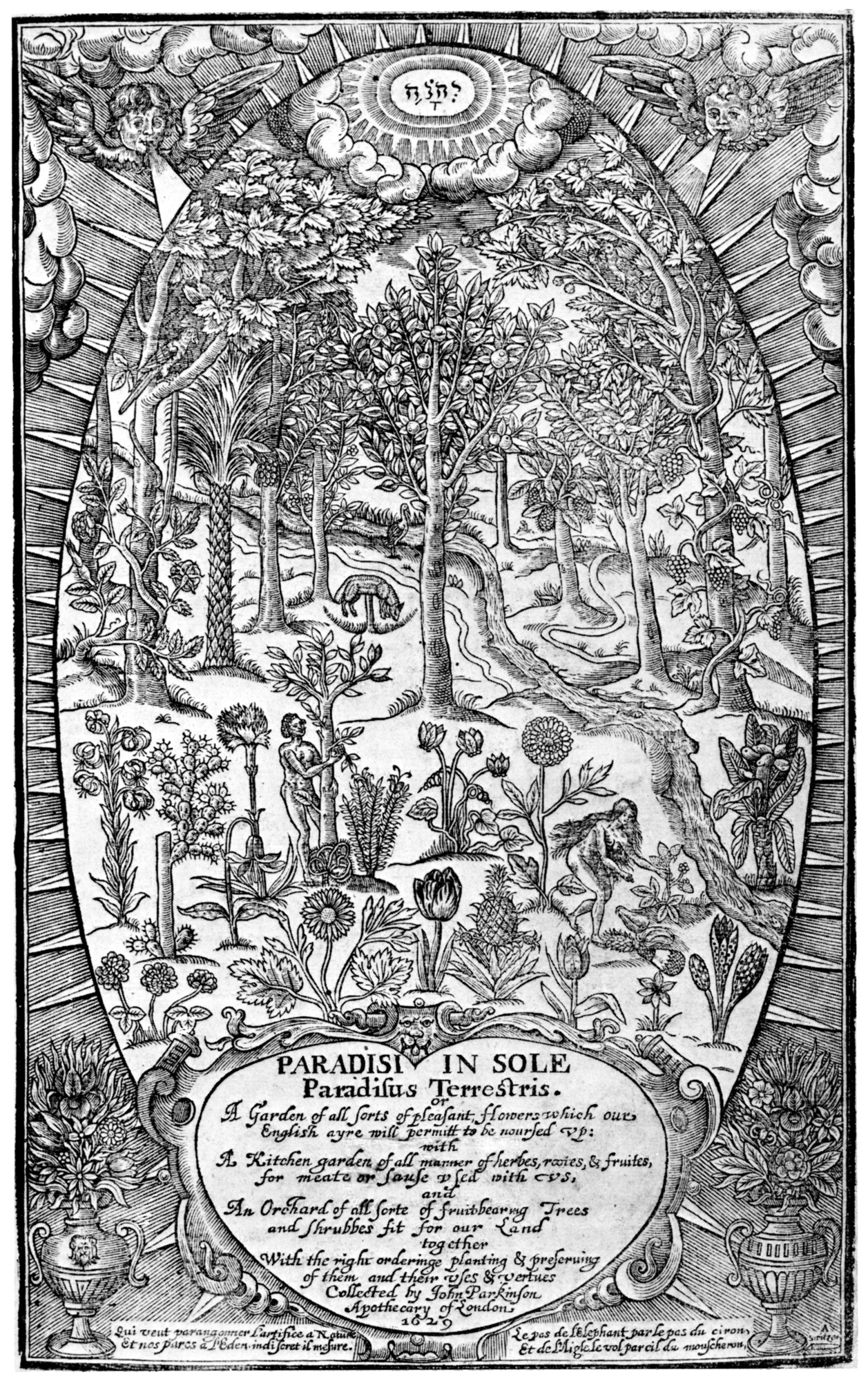
«Paradisi in Sole» (1629) Джона Паркинсона.

Документы братства конца XVII века не раскрывают никаких тайных знаний или ритуалов. Тем не менее, интерес, который быстро проявляют члены аристократии, предполагает, что эта ассоциация не имела дело только с взаимной помощью.
Самое старое из известных упоминаний о существовании тайны посвящения в этом ордене появляется 28 января 1726 года, когда братство изучило внутреннюю жалобу, в которой один из его членов обвинил одного из офицеров ложи в клевете на некоторых из его должностных лиц, заявив, что они не могли правильно продемонстрировать ему слова и знаки. В 1772 году, по другим документам, было установлено, что братство вольных садовников имело «слова» и «тайны». В документе 1848 года упоминается учение в форме «знаков, тайн и прикосновений». Историки имеют в своём распоряжении полные ритуалы степеней ученика, подмастерья и мастера, датируемые 1930 годом. Протоколы лож показывают, что ритуал ордена постепенно развивался, начиная с довольно простой церемонии передачи «слова» в самом его начале, до системы из трёх классов, аналогичной системе масонства в конце XIX века.
Конференция 1873 года указывает, что вольное садоводство использовало возделывание почвы, как символ воспитания духа в разуме и добродетели, и ссылалось на райский сад.
Ритуал приёма учеников вольных садовников показывает много общего с ритуалом приёма учеников в масонстве. Таким образом, Адам мог символически стать первым вольным садовником. В символизме используются масонский циркуль и наугольник, к которому добавлен нож, представленный как «самый простой инструмент садоводства», позволяющий «обрезать пороки и распространять добродетели черенками». В конце церемонии принятия ученик получал фартук своего градуса.
Вторая степень ссылалась на Ноя, «второго садовника», и отправляла подмастерье символически совершить путешествие, которое приводило его к Едемскому саду, а затем к Гефсиманскому саду. В третьей степени упоминается Соломон, «третий садовник», и символ оливкового дерева.
Фартуки вольных садовников:

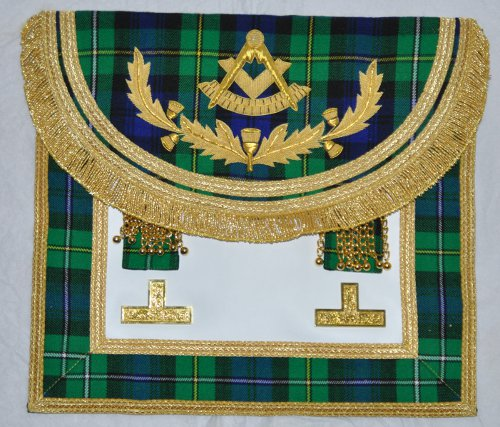
Запон Стандартного шотландского ритуала.

- Длинные, доходящие до лодыжки, расшитые многочисленными символами, относящимися к легендам ордена.
- Короткие, с полукруглым клапаном, почти аналогичны запонам масонов Шотландии. Имя президента вышито буквами P, G, H, E, инициалами Фисона, Гихона, Хиддекеля (Тигра) и Евфрата (четырех рек Едемского сада) и A, N, S — инициалами Адама, Ноя и Соломона, к которым добавлена буква О — «Оливковый».

Как правило, символика, используемая вольными садовниками, в 19 веке, по-видимому, находилась под сильным влиянием масонства.
На многочисленных объектах ордена, датируемых началом XX века, можно найти эмблему, состоящую из циркуля, наугольника и прививочного ножа. Поскольку в более ранних документах нет никаких следов этой эмблемы, вероятно, что в последнее время она также была заимствована у масонства.

## Первые члены ордена
Существует мало информации о профессиях членов ордена до конца XVII века. В этот период в ложу Хаддингтона входили торговцы, портные и клерки, а также садовники. Все члены ложи были родом из этого округа. С другой стороны, ложа в Данфермлине, бывшей столице Шотландии, гордился тем, что среди членов этой ложи были многочисленные известные лица Эдинбурга, а также восточный Лотиании, включая маркиза Твиддейла, графа Хаддингтона, Лорда Уильям Хэй и т. д..
Первая запись ложи Данфермлина была сделана в 1716 году и насчитывала 214 подписей членов ложи. В это время членами ложи были большинство садовников, но также и многочисленные ремесленники и два члена местной аристократии. Вскоре число членов выросло, и вырос социальный уровень, до такой степени, что профессиональные садоводы больше не составляли большинство новых членов, но набор новых членов производился из местных жителей. В 1721 году 101 новый член, всех социальных статусов, были приняты в ложу, от садовников и мясников до герцога Атолла. В последующие годы наблюдалось довольно большое количество аристократов, инициированных в «вольном садоводстве» в ложе Данфермлин. Большинство из этих людей обладали знаменитыми садами. Начиная с 1736 года, даты создания (масонской) Великой ложи Шотландии, эта тенденция прекратилась, и в ложе Данфермлина больше не было посвящений аристократов.
Все члены ложи того времени, были протестантами и принадлежали к церкви Шотландии, но политические взгляды имели самые разные.

## Сравнение с масонством
В 1720-х годах в Шотландии было множество обществ, братств и клубов. Масонство и Орден вольных садовников — это всего лишь те, кто просуществовал дольше всего.
Эти два ордена имеют важное сходство в отношении их организации и развития. Оба родились в Шотландии в середине XVII века среди групп профессиональных работников, которые очень быстро приняли представителей других профессий. В обоих случаях представители первоначальной профессии стали меньшинствами с начала XVIII века. Кроме того, в обоих орденах некоторые ложи открывались очень быстро для «принятых» членов, в частности для местной знати, тогда как другие не спешили с расширением и принятием новых членов, такие как Хаддингтон для вольных садовников и Эдинбург для масонов.
До того, как стать масонами, почти все известные члены, принадлежавшие к двум орденам, были вольными садовниками. Самая большая группа вольных садовников, которая впоследствии стала масонами, присоединилась к масонской ложе «Kilwinning Scots Arms» (основана в 1729 году). В ложе вольных садовников Данфермлина было 9 членов. Никто из них не был садовником по профессии, они были аристократами и солдатами.
Масонство быстро распространилось в Англии, а после создания Великой ложи в Лондоне в 1717 году, оно стало распространяться по всему миру. С другой стороны, Орден вольных садовников оставался преимущественно шотландским. В обоих случаях шотландские ложи испытывали трудности с объединением в более крупные организации, называемые великими ложами. В случае с Орденом вольных садовников первая великая ложа образовалась только в 1849 году, и 15 лож оставались независимыми до исчезновения ордена. Ложи, основанные раньше великой ложи, по-прежнему не хотят отказываться от своей независимости.